# Брзо клизање на Зимским олимпијским играма 1952.
Такмичење у брзом клизању на Зимским олимпијским играма 1952. у Ослу одржано је у стадиону Bislett. Такмичење је одржано у четири дисциплине за мушкарце, између 15. и 19. фебруара 1952. У такмичењу је учествовало 67 такмичара из 14 земаља.

## Дисциплине
На играма у Ослу 1952. биле су укупно четири дисциплине у брзом клизању само за мушкарце.
| Мушкарци |
| -------- |
| 500 м    |
| 1.500 м  |
| 5.000 м  |
| 10.000 м |

## Распоред такмичења
| Датум                      | Старт | Финиш | Дисциплина         |
| -------------------------- | ----- | ----- | ------------------ |
| Субота 16. фебруар 1952    | 15:00 |       | 500 м. мушкарци    |
| Недеља 17. фебруар 1952    | 16:00 |       | 5.000 м. мушкарци  |
| Понедељак 18. фебруар 1952 | 17:00 |       | 1.500 м. мушкарци  |
| Уторак 19. фебруар 1952    | 10:00 |       | 10.000 м. мушкарци |

## Земље учеснице
| - Аустралија (1) - Аустрија (3) - Белгија (6) - Немачка (1) - Финска (6) - Италија (3) - Јапан (6) | - Канада (4) - Мађарска (2) - Холандија (7) - Норвешка (12) - Сједињене Америчке Државе (7) - Уједињено Краљевство (3) - Шведска (9) |

- У загради се налази број спортиста који се такмиче за ту земљу

## Мушкарци
| Дисциплина               | Злато                                 | Злато      | Сребро                                    | Сребро  | Бронза                                        | Бронза  |
| ------------------------ | ------------------------------------- | ---------- | ----------------------------------------- | ------- | --------------------------------------------- | ------- |
| 500 м. детаљи            | Кен Хенри · Сједињене Америчке Државе | 43,2       | Дон Макдермот · Сједињене Америчке Државе | 43,9    | Гордон Одли · Канада Арне Јохансен · Норвешка | 44,0    |
| 1.500 м. класично детаљи | Јалмар Андерсен · Норвешка            | 2:20,4     | Вим ван дер Ворт · Холандија              | 2:20,6  | Роалд Ас · Норвешка                           | 2:21,6  |
| 5.000 м. детаљи          | Јалмар Андерсен · Норвешка            | 8:10,6 ОР  | Кес Брукман · Холандија                   | 8:21,6  | Свере Хавли · Норвешка                        | 8:22,4  |
| 10.000 м. детаљи         | Јалмар Андерсен · Норвешка            | 16:45,8 ОР | Кес Брукман · Холандија                   | 17:10,6 | Карл-Ерик Асплунд · Шведска                   | 17:16,6 |

## Биланс медаља
| Медаље земље домаћина |

| Ранг | Држава                    | Злато | Сребро | Бронза | Укупно |
| 1    | Норвешка                  | 3     | 0      | 2      | 5      |
| 2    | Сједињене Америчке Државе | 1     | 1      | 0      | 2      |
| 3    | Холандија                 | 0     | 3      | 0      | 3      |
| 4    | Канада                    | 0     | 0      | 1      | 1      |
| 4    | Шведска                   | 0     | 0      | 1      | 1      |
|      | Укупно (5)                | 4     | 4      | 5      | 13     |